# بيركلورات الكلور
بيركلورات الكلور هو مركب كيميائي صيغته Cl2O4، ويوجد على شكل سائل أصفر مخضر. ينتمي هذا المركب إلى مجموعة البيركلورات وكذلك إلى أكاسيد الكلور.

## التحضير
يمكن أن يحضر المركب من تفاعل بيركلورات السيزيوم مع كلوروفلورو الكبريتات:
{\displaystyle \mathrm {CsClO_{4}+ClOSO_{2}F\longrightarrow ClOClO_{3}+CsSO_{3}F} }
كما يمكن أن يكون ضمن نواتج ديمرة مركب ثنائي أكسيد الكلور بأثر من الأشعة فوق البنفسجية عند درجات حرارة منخفضة؛ وذلك عند طول موجة مقداره 436 نانومتر.
{\displaystyle \mathrm {2\ ClO_{2}\longrightarrow ClOClO_{3}} }

## الخواص
يوجد المركب على شكل سائل أصفر مخضر، وهو ضعيف الاستقرار إذ يتفكك إلى عنصري الكلور والأكسجين بالإضافة إلى سداسي أكسيد ثنائي الكلور Cl2O6:
{\displaystyle {\ce {2 ClOClO3 -> O2 + Cl2 + Cl2O6}}}

## الاستخدامات
يمكن أن يتفاعل مركب بيركلورات الكلور مع الكلوريدات الفلزية للحصول على البيركلورات اللامائية.
{\displaystyle {\ce {CrO2Cl2 + 2 ClOClO3 -> 2 Cl2 + CrO2(ClO4)2}}}
{\displaystyle {\ce {TiCl4 + 4 ClOClO3 -> 4 Cl2 + Ti(ClO4)4}}}